# Krieg im Norden
Gijón –
Oviedo –
Alcázar von Toledo –
Mérida –
Badajoz –
Guipúzcoa –
Mallorca –
Sierra Guadalupe –
Talavera de la Reina –
Madrid –
Straße nach Coruña –
Málaga –
Jarama –
Guadalajara –
Krieg im Norden (Durango, Guernica, Santander) –
Brunete –
Belchite –
Teruel –
Cabo de Palos –
Aragon –
Ebro –
Katalonien
Der Krieg im Norden fand während des Spanischen Bürgerkriegs im Norden Spaniens zwischen dem 31. März 1937 und dem 21. Oktober 1937 statt. Die nationalistischen Kräfte unter Franco besiegten dabei in mehreren Schlachten die republikanischen Truppen.

## Vorgeschichte
Im September 1936 fiel die baskische Provinz Gipuzkoa mit den Städten San Sebastián und Irun im Zuge der Guipúzcoa-Kampagne in die Hände der Nationalisten. Dadurch kontrollierten die Republikaner im Norden nur noch die Provinzen Bizkaia, Kantabrien und Asturien. Das republikanische Gebiet war von Land her vollkommen von den Nationalisten eingeschlossen.
Die Provinz Bizkaia war stark industrialisiert (Chemie, Stahl) und in Asturien gab es wichtige Kohlevorkommen. Die Eroberung dieser Gebiete durch die Truppen Francos hätte diese Ressourcen für die Nationalisten zugänglich gemacht. Des Weiteren war eine große Anzahl nationalistischer Truppen in einen Zweifrontenkrieg gebunden. Diese wären wieder verfügbar, wenn die republikanische Exklave im Norden nicht mehr vorhanden gewesen wäre. Nach der Schlacht bei Guadalajara im März erkannte Franco, dass er Madrid nicht so schnell wie geplant einnehmen konnte. Der Schwerpunkt der nationalistischen Kriegführung wurde daher auf die Eroberung der Nordprovinzen gelegt und alle verfügbaren Einheiten nach Norden geschickt. Den Oberbefehl bei dem Feldzug hatte General Emilio Mola.
Auf republikanischer Seite war die Lage im Norden düster. Die politische Führung war gespalten und die Truppen mangelhaft ausgerüstet. Eine Verstärkung der Truppen war aufgrund der isolierten Lage des Territoriums nicht möglich, Waffen konnten nur auf dem Seeweg das Gebiet erreichen. Hierbei erwiesen sich aber die Blockade der Küste durch die nationalistische Flotte und das weitgehende Embargo durch die europäischen Nichteinmischungsmächte als hinderlich.
Am 4. Januar bombardierten mehrere Ju 52 der Legion Condor Bilbao. Zwei der Maschinen wurden dabei abgeschossen und einer der deutschen Piloten von einer aufgebrachten Menge gelyncht. Es kam zu einem Aufstand unter der Führung der Milizen der UGT in der Stadt, während dessen die Gefängnisse der Stadt gestürmt und über 200 nationalistische politische Gefangene ermordet wurden. Der baskischen Armee gelang es, den Aufstand niederzuschlagen.
Am 22. März sammelten sich in Vitoria 80 deutsche und 70 italienische Flugzeuge und bereiteten sich auf den Angriff vor.

Der Kriegsverlauf im Norden 1937

## Beginn der Offensive 31. März – 11. Juni 1937
Am Morgen des 31. März 1937 griff die 61. Navarra-Division unter dem Befehl von General José Solchaga mit 50.000 Mann und mit Unterstützung der Legion Condor die Positionen der Republikaner auf den Bergen Albertia, Maroto und Jarindo an. Die Legion Condor griff massiv nichtmilitärische Ziele im Hinterland der Front an und zerstörte ganze Dörfer. Der kleine Ort Durango wurde beim Luftangriff auf Durango erstes Opfer dieser Bombardements. Bei den mehrtägigen Fliegerangriffen traf eine der Bomben die Kirche des Dorfes während der Morgenmesse. Die Kampfflieger griffen die fliehende Bevölkerung auch mit ihren Maschinengewehren an. Die Nationalisten griffen auch das in der Nähe liegende Kloster an und töteten 15 Nonnen. Während der Luftangriffe wurden etwa 300 Menschen getötet und etwa 2.500 verwundet. Die große Mehrzahl von ihnen waren Zivilisten. Eine zweite Angriffswelle traf die aus Bilbao herbeigeeilten Feuerwehrleute, Polizisten und Ambulanzen.
Am 6. April verkündeten die Nationalisten eine Blockade und die Verminung der kantabrischen Hafenstädte, die von dem Schlachtschiff España, dem Kreuzer Almirante Cervera und dem Zerstörer Velasco überwacht wurde. Die britische Regierung nahm eine zwielichtige Haltung ein und beorderte wegen der angeblichen Minengefahr alle das Gebiet befahrenden britischen Handelsschiffe in französische Häfen.
Am 11. April griffen die Nationalisten die republikanischen Stellungen bei Santa Quitera an. In der zweiten Aprilhälfte gingen die nationalistischen Bodentruppen nur zögerlich vor – General Mola galt als einer der vorsichtigsten Führer der Franco-Truppen. Dies führte zu zunehmenden Frustrationen auf Seiten der Deutschen unter Wolfram von Richthofen, der schon erwog, Bilbao zu bombardieren.
Am 25. April zogen sich zahlreiche republikanische Truppen durch den Ort Gernika, die heilige Stadt der Basken, zurück. Am folgenden Tag kam es hier zum Luftangriff auf Gernika. Zunächst griff nur ein einzelner He-111-Bomber der Versuchsstaffel der Legion Condor den Ort an, später gefolgt von der ganzen Staffel sowie den Ju 52 der Kampfgruppe 88, die einen Bombenteppich aus Spreng-, Splitter- und Stabbrandbomben abwarfen. Zusätzlich griffen Jagdflugzeuge im Tiefflug die fliehenden Bewohner an. Neueren Schätzungen zufolge starben an diesem Tag 200 bis 300 Menschen in Gernika – die baskische Regierung hatte seinerzeit 1654 Todesopfer angegeben.
Anfang Mai besetzten die Republikaner den „Eisernen Ring“ um Bilbao, um die Stadt bis zum letzten zu verteidigen. Bis zu 15.000 Arbeiter hatten an diesen Stellungen gearbeitet, jedoch war er noch nicht fertiggestellt, als die Nationalisten in der zweiten Maihälfte von Osten her angriffen.
Am 3. Juni starb General Mola bei einem Flugzeugabsturz nahe Burgos. General Fidel Dávila übernahm den Oberbefehl über die Truppen und führte bis zur zweiten Juniwoche Umgruppierungen seiner Truppen für den Angriff auf Bilbao aus.
Die baskische Armee verlor am 6. Juni ihr letztes Flugzeug. Die republikanischen Piloten waren in der Unterzahl und gegen die Legion Condor mit ihren modernen Flugzeugen chancenlos.
Am 11. Juni wurde der republikanische General Máté Zalka (General Lukacz) während einer Inspektion bei Huesca getötet. Die am 12. Juni begonnene Huesca-Offensive der Republikaner im nördlichen Aragonien sollte nationalistische Truppen von der Nordfront abziehen, um die Verteidiger von Bilbao zu entlasten. Sie kam allerdings zu spät und hatte keinen Erfolg, so dass sie nach einer Woche wieder eingestellt wurde.

## Kampf um Bilbao 12. Juni – 19. Juni 1937
Die regierungstreuen baskischen Truppen waren gezwungen, sich in die Provinz Vizcaya mit der Hauptstadt Bilbao zurückzuziehen.
Bilbao war die Hauptstadt des autonomen Baskenlands, das bei Kriegsbeginn von den Republikanern geschaffen wurde. Der Autonomiestatus war der Preis für die Kriegsteilnahme der Basken auf Seiten der Republik. Viele Basken waren trotzdem nicht Anhänger der Ideen der Zweiten Republik.
Das baskische Siedlungsgebiet in Spanien lag hauptsächlich in den vier Provinzen Navarra, Alava, Guipuzcoa und Biscaya. Die Basken auf Seiten der Republik waren jedoch nur in den Provinzen Guipuzcoa und Biscaya in der Mehrzahl. Zu Beginn des Krieges stellte sich die Mehrheit der Bevölkerungen der Provinzen Navarra und Alava auf Seiten Francos.
Bilbao wurde von einer großen Anzahl Befestigungen geschützt, die man „den Eisenring“ (span.: el cinturón de hierro) nannte. Er bestand aus Bunkern, Tunneln und verstärkten Gräben, die in mehreren Ringen um die Stadt angelegt waren und von Artillerie geschützt wurden.
Die baskische Armee hoffte, sich in diesen Befestigungen halten zu können, die Hauptstadt erfolgreich zu verteidigen und besser gegen die Luftangriffe geschützt zu sein.
Die Anlagen waren jedoch schlecht konstruiert und nur beschränkt funktionsfähig.
Dazu kam, dass der Ingenieur der Anlage, Goicoechea, seine Pläne an die Nationalisten verraten hatte. Dadurch kannte die Legion Condor die genaue Lage der Anlagen und legte diese in Schutt und Asche.
Der baskische Präsident Aguirre besuchte die Front und wurde Zeuge der Ereignisse am Berg Urcullu: Ein ausgetrockneter Wald hinter dem Eisenring wurde von der nationalistischen Luftwaffe und Artillerie mit Brandbomben beschossen. Auf einer Länge von 3 km wurden die Verteidiger vom Rauch des brennenden Waldes eingenebelt. Dadurch gelang es den Angreifern am 12. Juni, den Verteidigungsring zu durchbrechen und die Anhöhen etwa 10 km vor der Stadt zu besetzen.
Die Verteidiger sprengten die Brücken, die in die Stadt führten, konnten jedoch auch damit das Vorrücken der Nationalisten nicht verhindern. Der baskische General Mariano Gamir und die baskische Regierung beschlossen, den geordneten Rückzug nach Santander zu organisieren.
Am 13. Juni begannen Straßenkämpfe in der Stadt. Anhänger Francos erhoben sich und griffen strategische Gebäude in der Stadt an. Unter schweren Verlusten gelang es den anarchistischen Milizen (die Armee hatte sich bereits zurückgezogen), den Aufstand niederzuschlagen.
Danach hinderte die baskische Polizei die Milizen daran, die Gefängnisse von Bilbao zu stürmen und die gefangenen Franquisten zu exekutieren.
Am 18. Juni weigerte sich die baskische Regierung, den Befehl der republikanischen Regierung auszugeben, alle Industrieanlagen der Stadt zu zerstören.
Am 19. Juni drangen die Nationalisten kampflos in die Stadt ein und begannen sofort damit, Lebensmittel an Tausende von Frauen in den Straßen zu verteilen. Etwa 200.000 Menschen flohen aus der Stadt. Tausende versuchten, die französische Küste zu erreichen, aber die nationalistische Flotte wartete bereits in der Bucht von Biscaya auf sie. Die Bucht war voll von überladenen Flüchtlingsschiffen, von denen einige sanken. Die Schiffe des Nichtinterventionskomitees (vor allem britische Schiffe) beobachteten die Szene. Franco übergab zwei Drittel der Produktion der Kohle- und Stahlwerke an die Deutschen.

## 8. Juli bis 24. August
Am 8. Juli war Franco aufgrund des Schlachtverlaufs bei Brunete gezwungen, Truppenteile und die gesamte Legion Condor aus dem Norden abzuziehen und nach Brunete zu schicken. Dies gab der baskischen Armee die Möglichkeit, sich zu reorganisieren. Am 26. Juli endete die Schlacht von Brunete mit der Niederlage der Republikaner.
Am 6. August fand ein schwerer Luftkampf über der Stadt Torrelavega statt. Die Legion Condor schoss über ein Dutzend republikanische Flugzeuge ab. Damit war die Lufthoheit der Nationalisten fast vollständig.
Am 13. August begannen die Nationalisten unter dem Kommando von General Dávila ihren Angriff auf Santander. Den republikanischen Truppen mangelte es an Luftunterstützung und der Streit zwischen dem baskischen Premierminister Aguirre und dem Befehlshabenden General Gamir Ulibarri verschlimmerte die Situation zusätzlich.
Am 14. August griff die 1. Navarrabrigade die republikanische Front zwischen den Bergen Valdecebollas (Palencia) und Cuesta Labra an. Mit diesem Angriff sollten die republikanischen Kräfte südlich des Kantabrischen Gebirges von der republikanischen Armee getrennt werden.
Am 15. August rückten die Nationalisten in der Gegend von Barruelo, Palencia, Peña Rubia, Salcedillo, Matalejos und Reinosilla vor. Die Republikaner starteten bei Portillo de Suano einen Gegenangriff. Am 16. August gelang es den nationalistischen Truppen, die Republikaner hier zu besiegen und sie nahmen die Industrieanlagen von Reinosa ein. Am Abend erobern sie die Stadt selber.
Die 4. Navarrabrigade rückte entlang dem Tal des Flusses Saja Richtung Cabuérniga vor. Die Italiener stießen von Burgos kommend Richtung Lanchares und San Miguel de Aguayo vor. Am 17. August eroberten die Italiener den Pass Puerto del Escudo und vereinigten sich mit den anderen nationalistischen Kräften in San Miguel de Aguayo. Dadurch wurden 22 republikanische Bataillone in der Comarca Campoo eingekesselt.
Am 18. August eroberten die Nationalisten Santiurde und die Italiener San Pedro del Romeral und San Miguel de Luena.
Am 19. August rückten die Nationalisten bei Cabuérniga und im Tal des Flusses Pas vor, dabei eroberten sie Bárcena de Pie de Concha und Entrambasmestas.
Am 20. August stießen die Italiener Richtung Villacarriedo und die Navarraarmee Richtung Torrelavega und Cabezón de la Sal vor.
Am 22. August eroberten die Nationalisten Selaya, Villacarriedo, Ontaneda und Las Fraguas.
Am 23. August stieß die Navarraarmee in das Mazcuerrastal vor und erobert den Berg Ibio. Dadurch wurde die Verbindungsstraße zwischen Santander und Asturien für die Republikaner unterbrochen. Bei Puente Viesgo konnten die republikanischen Truppen die Italiener aufhalten.
Am 24. August befiehlt der republikanische General Gámir-Ulibarri den Rückzug der verbliebenen Truppen Richtung Asturien. Die Nationalisten erobern Torrelavega und Barreda und unterbrechen an einer weiteren Stelle die Hauptstraße Richtung Asturien.

## Pakt von Santoña 25. August
Die Basken auf republikanischer Seite beginnen die Front Richtung Westen zu verlassen, dabei kommt es zu einer massiven Fahnenflucht.
Nach dem Fall von Bilbao war praktisch das gesamte baskische Gebiet in den Händen der Nationalisten.
Juan de Ajuriaguerra, der Regionalpräsident der Biscaya und Mitglied der Baskische Nationalistische Partei (BNP), begann mit den Italienern des Corpo Truppe Volontarie über die Kapitulation in Santoña zu verhandeln.
Während der Geheimverhandlungen erklärt sich die Regierung des autonomen Baskenlands bereit, sich zu ergeben. Dies unter der Bedingung, dass die baskische Schwerindustrie unangetastet bleibt, die baskischen Soldaten wie Kriegsgefangene behandelt würden und unter italienischer Kontrolle verbleiben und dass es den Mitgliedern der BNP erlaubt würde, ins britische Exil auszureisen.
Nach der Unterzeichnung des Abkommens von Santona (span.: Pacto de Santoña) ergab sich die baskische Armee, etwa 25.000 Soldaten und 3.000, bestehend aus baskischen Nationalisten, Sozialisten und Kommunisten, die unter dem direkten Befehl des baskischen Präsidenten José Antonio Aguirre kämpften, am 24. August bei Santoña den Italienern.
Die Italiener erlauben den baskischen Offizieren und Funktionären an Bord von zwei britischen Schiffen zu gehen und das Land zu verlassen. Viele baskische Soldaten und Offiziere schlossen sich nun auch der Armee Francos an.
Das Abkommen wurde ohne Wissen der republikanischen Regierung unterzeichnet und ist deshalb auch als Verrat von Santona bekannt.
Als Franco von Inhalt des Abkommens erfuhr, annullierte er dieses umgehend und befahl die Festnahme aller Kämpfer im Gefängnis von Santona El Dueso. 22.000 baskische Kämpfer wurden daraufhin gefangen genommen. Drei Monate später wurde etwa die Hälfte entlassen, die anderen blieben inhaftiert. 510 Basken wurden zum Tode verurteilt.
Am 25. August verließen die regierungstreuen republikanischen Funktionäre Santander und flohen nach Gijón.
Am 26. August bricht die republikanische Armee unter dem konzentrierten Angriff von Bodentruppen, Artillerie und etwa 250 Flugzeugen zusammen. Zehntausende von Zivilisten und Soldaten fliehen zum Hafen von Santander. Nur wenigen, darunter General Gamir Ulibarri und dem Führer der baskischen Regierung, Aguirre gelingt die Flucht über die stürmische See. Teile der baskischen Armee versuchen mit Hilfe von britischen Schiffen über das Meer zu fliehen. Die Briten werden aber von in den Hafen einlaufenden nationalistischen Schiffen am Auslaufen gehindert und die Soldaten müssen die Schiffe wieder verlassen.
In Santander werden etwa 17.000 Republikaner gefangen genommen und es kommt zu vielen Übergriffen und Hinrichtungen.
Am 1. September erobern die Nationalisten an der Grenze zu Asturien Unquera.

## Die Schlacht von Mazuco 4. September – 22. September 1937
Nach dem Fall von Bilbao und Santander war das republikanische Asturien vom Rest des republikanischen Spaniens isoliert.
Der nationalistische General Dávila erwartete nicht mehr viel Widerstand von den demoralisierten Resten der republikanischen Armee und griff Asturien nun von Süden und Osten her an.
Zwischen dem 4. und 5. September überschritten die Truppen Francos den Fluss Deva und eroberten die Stadt Llanes.
Für ihren Vormarsch waren die Nationalisten jedoch gezwungen, im Norden die Berge der Sierra del Cuera zu überqueren und im Süden die Schlucht der Deva. Die Nationalisten waren gezwungen, die republikanischen Truppen in den Bergen zu vertreiben, um ihren Vormarsch fortsetzen zu können. Um dies zu erreichen, wollten sie in einer Zangenbewegung, aus dem Südwesten von Llanes und aus dem Westen her von Panes Richtung Cabrales vorstoßen.
An beiden Fronten wurde der Vormarsch durch das schwierige Gelände und den hartnäckigen Widerstand aufgehalten. Es wurde nun beiden Seiten klar, dass die Berge der Sierra del Cuera und vor allem der Pass von El Mazuco der Schlüssel für die Verteidigung von Asturien war.
Die Nationalisten zogen 33.000 Mann der Navarrabrigade, unter dem Kommando von General José Solchaga Zala, 15 Artilleriebatterien und die Legion Condor in Llanes zusammen. Der Pass von El Mazuco liegt nur 5 km von der Küste entfernt und somit war das Kriegsschiff Almirante Cervera in der Lage, den Pass zu beschießen.
Die republikanischen Truppen bestanden aus drei geschwächten Brigaden, mit weniger als 5.000 Mann unter dem Kommando von Oberst Juan Ibarrola Orueta und Francisco Galán Rodríguez in Meré. Sie verfügten über nur wenige Geschütze und praktisch keine Luftunterstützung.
Am 6. September begann der Angriff der franquistischen Truppen an beiden Frontabschnitten. Die beiden Angriffe wurden jedoch noch am gleichen Tag zurückgeschlagen und die Zangenbewegung kam zum Halten.
Als Antwort auf diesen Rückschlag rief man die Legion Condor, die zum ersten Mal in der Kriegsgeschichte militärische Ziele mit einem Flächenbombardement angriff.
Am 7. September wurde ein weiterer nationalistischer Angriff abgeschlagen und die Front stabilisierte sich. Der bekannte republikanische Befehlshaber Higinio Carrocera traf mit drei Bataillonen Verstärkung und 24 schweren Maschinengewehren an der Front ein.
Den ganzen Tag bombardierte die Legion Condor die Front und setzte dabei auch Brandbomben ein.
Am 8. September zog dichter Nebel auf und es kam zu heftigen Mann-Gegen-Mann-Kämpfen, die auf beiden Seiten zu schweren Verlusten führten. An der Südfront gelang es den Nationalisten etwa 2 km vorzustoßen.
Am 9. September wurden die republikanischen Stellungen bei El Mazuco unter schweren Beschuss genommen und die Republikaner mussten sich zurückziehen. Es gelang den Nationalisten jedoch nicht, aus diesem Rückzug einen Vorteil zu ziehen.
In den nächsten Tagen kam es ständig zu heftigen Bombardements der republikanischen Stellungen, gefolgt von einem Infanterieangriff. Jeder dieser Angriffe brach unter dem schweren Feuer der republikanischen Maschinengewehre zusammen.
Am 10. September zog wieder Nebel auf und diesmal gelang es den Nationalisten, den Hügel von Biforco (unterhalb des Passes von El Mazuco) zu erobern. Der Hügel wurde aber von den Anhöhen von Llabres dominiert und die Republikaner konnten ihn mit ihren schweren Maschinengewehren beschießen und rollten auch Fässer mit Calciumcarbid herunter, die sie dann zur Explosion brachten.
Es war auch der erste Tag der Kämpfe, an dem die Republikaner eine warme Mahlzeit erhielten.
Am 11. September wurde es den Nationalisten klar, dass sie an der Südfront, entlang des Flusstales nicht mehr weiterkamen.
Da keine anderen Optionen mehr vorhanden waren, begannen sie über die Bergflanke der Sierra, Richtung des Berges Pico Turbina vorzustoßen. Der Berg hat eine Höhe von 1.315 m und Steigungen von bis zu 40° und ein karstiges Terrain. Es gab nicht einmal Pfade für Maultiere und man war gezwungen, alles Material von Hand zu transportieren. Dazu kam, dass das Wetter schlecht war und keine Luftunterstützung zu erwarten war. Der Nebel gewährte den Angreifern jedoch auch einen gewissen Schutz vor Entdeckung.
Am 13. September begann die republikanische Front im Nordwesten von On El Mazuco, aufgrund des heftigen Artilleriebeschusses zu wanken.
Am 14. September sahen sich die Republikaner gezwungen, die Anhöhen der Sierra Llabres, von denen man das Dorf El Mazuco und den westlichen Zugang kontrollieren konnte, zu räumen. Somit war das Dorf selber nicht mehr zu verteidigen. Im Süden wurde der Berg Pico fast erobert, aber es gelang den Republikanern, den Angriff mit Handgranaten und chaotischen Kämpfen im Nebel zurückzuschlagen.
Am 15. September besetzten die Nationalisten das Dorf und die Umgebung von El Mazuco, Die republikanischen Truppen zogen sich nach Meré zurück. Im Süden hielten die Republikaner noch den Pico Turbina und die Berge von Peñas Blancas.
Am 16. September fiel der Pico Turbina und die Berge Peña Blanca wurden fast umzingelt.
Die drei Berge der Peñas Blancas waren nun der einzige Fixpunkt für die gesamte republikanische Front am Fluss Bedón.
Die ersten Angriffe der Nationalisten schlugen auf Grund des schlechten Wetters, das eine Luftunterstützung unmöglich machte, und der Schneefälle fehl.
Am 18. September verbesserte sich die Wetterlage und deutsche und italienische Flugzeuge begannen, die republikanischen Stellungen pausenlos zu bombardieren.
Nach jedem Luftangriff kam es zu einem Infanterieangriff der Nationalisten, der jedes Mal unter dem Feuer der schweren Maschinengewehre und den Handgranaten der Republikaner zusammenbrach. Dieses Schema ging nun während vier Tagen so weiter.
Am 22. September gelang es den franquistischen Streitkräften endlich, die Peñas Blancas zu erstürmen.

## Das Ende 23. September – 21. Oktober 1937

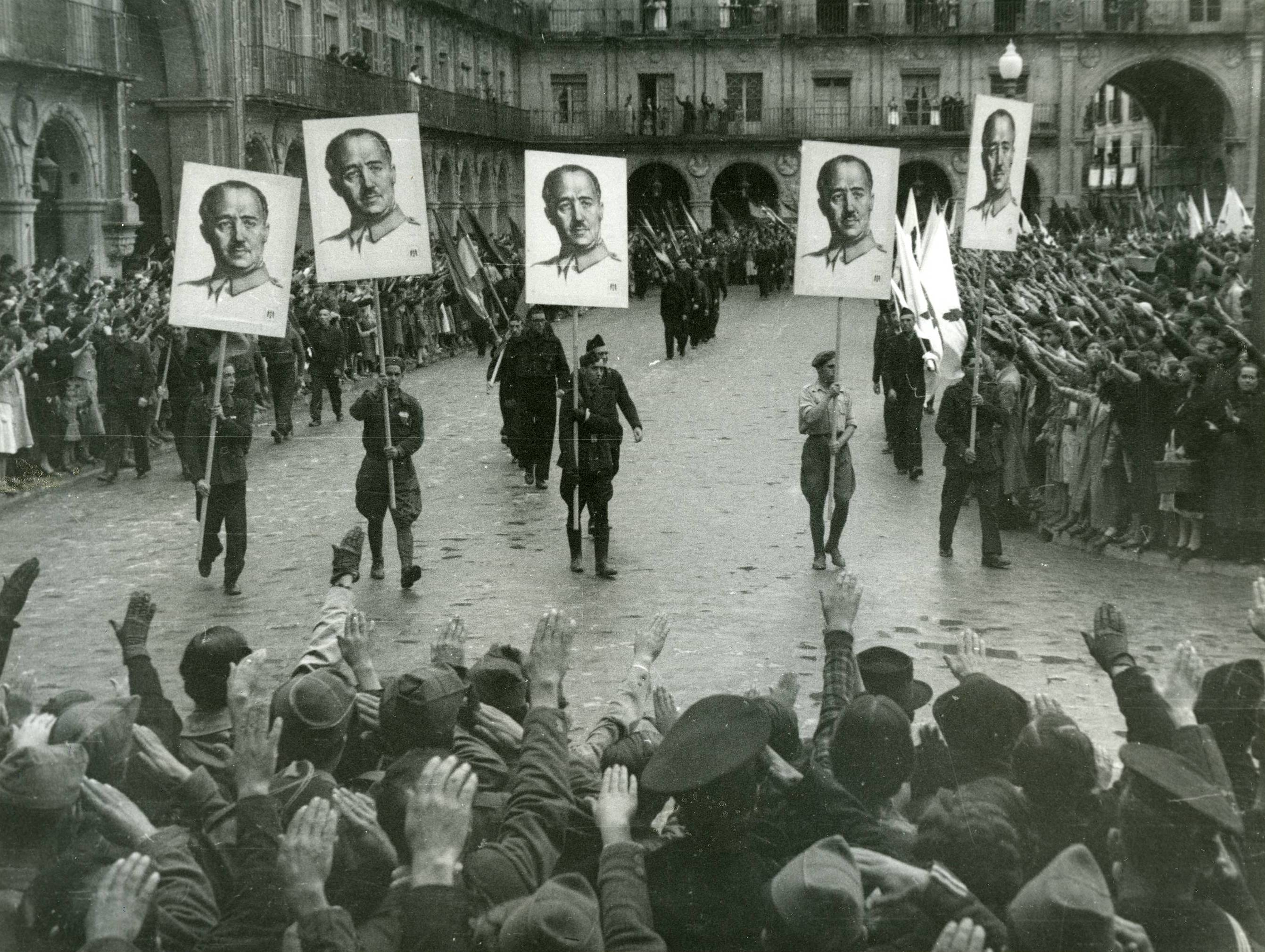
Jubelnde Nationalisten in Salamanca nach dem Fall von Gijón (mit faschistischem Saluto romano)

Am 17. Oktober beschließt der Consejo Soberano, Asturien zu evakuieren. Die nationalistischen Truppen setzen nun ihren Vormarsch fort und vereinigten sich mit denen aus León kommenden Truppen in Infiesto.
Die Stadt Gijón, der letzte republikanische Stützpunkt in Nordspanien, wurde danach eingeschlossen. Funktionäre und Mitglieder der republikanischen Armee wurden evakuiert. Viele asturische Soldaten organisieren in den Bergen einen Guerillakrieg. Die Erinnerung an den 1934 blutig niedergeschlagenen Arbeiteraufstand war noch frisch und viele Dörfer wurden aus Angst von den heranrückenden Truppen Francos verlassen.
Am 21. Oktober rückten die Truppen Francos in Gijón ein. Die Stadt wird während Tagen geplündert und es kommt zu so vielen Todesurteilen, dass die Nationalisten es "Maschinengewehr-Rechtsprechung" nennen. Die zahlreichen Vergewaltigungen und Morde werden tagelang von der franquistischen Führung geduldet.

## Folgen
Der Fall von Santander und der Fall von Bilbao fügten der republikanischen Front im Norden eine nicht mehr zu schließende Lücke zu. Die Vernichtung der Armee des Nordens war ein schwerer Verlust.
Die Niederlage war ein Beweis für die überwältigende nationalistische materielle Übermacht und die Zerstrittenheit der republikanischen Kommandanten.
Die Niederlage war vollkommen. Vor und nach diesen Kämpfen gelang es Francos Truppen nicht mehr, dem Feind solche Verluste an Menschen und Material unter so wenigen eigenen Verlusten zuzufügen. Insgesamt fielen über 6.000 Republikaner und riesige Mengen Kriegsmaterial gingen verloren.